# 환두대도
환두대도(環頭大刀)는 고구려 시대에 만들어진 고리자루칼이다. 1984년 8월 6일 대한민국의 보물 제776호로 지정되었다. 국립중앙박물관에 소장되어 있다.

## 개요
환두대도란 칼의 손잡이 끝부분에 둥근 고리가 있는 고리자루칼로서, 삼국시대 무덤에서 주로 출토된다. 고리 안에는 여러 가지 장식이 들어가는데, 이것은 이 칼을 사용한 사람의 신분을 나타내 준다. 그 가운데 용이 조각된 것은 가장 높은 신분에서 사용하였다.
환두대도(環頭大刀)는 금으로 된 칼의 손잡이 부분과 철로 된 칼날 부분으로 구성되어 있다. 현재 떨어져 있으나 원래 같이 붙어 있었다. 손잡이 부분은 표면 전체에 서로 엉킨 두 마리의 용이 조각되어 있다. 고리 안에도 두 마리 용이 조각되어 있으며, 용의 눈은 옥으로 장식되어 있다. 칼날 부분은 철제 부분만 남아 있으나, 원형이 잘 보존되어 있는 편이다.
환두대도(環頭大刀)는 주로 신라의 무덤에서 출토되었는데, 용무늬가 호화스러운 점에서 사용자의 신분이 매우 높은 귀족이었음을 짐작하게 해 준다.

## 같이 보기
- 환도

## 참고 자료
- 환두대도 - 국가유산청 국가유산포털